# BMW E41

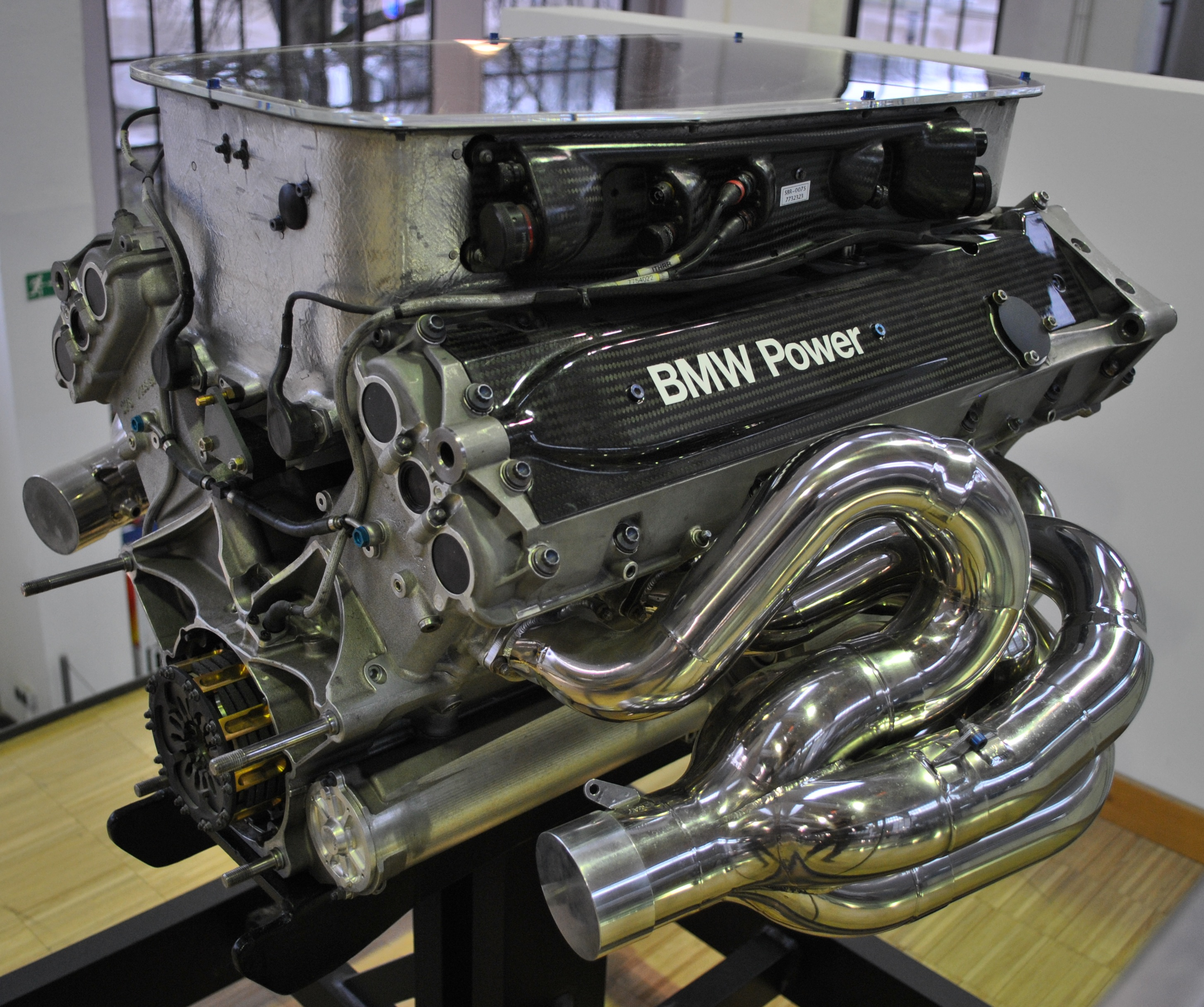
BMW E41/4 R39-9

Der BMW E41 war ein Formel-1-V10-Motor der Bayerischen Motoren Werke.
BMW war von 1982 bis 1987 Motorenlieferant des Brabham-Formel-1-Teams. Mit dem turboaufgeladenen Reihenvierzylinder BMW M12/13 wurde das Team 1983 Weltmeister. Neben Brabham fuhren auch ATS, Arrows und Benetton zeitweise mit BMW-Motoren. Nach dem offiziellen Rückzug von BMW aus der Formel 1 kamen die Triebwerke 1988 unter dem Namen der US-amerikanischen Firma Megatron noch bis zum Verbot der Turbomotoren 1989 zum Einsatz.
BMW gab jedoch die Konstruktion von Formel-1-Motoren nicht ganz auf. Es entstanden verschiedene 3,5-Liter-Zwölfzylinder-Saugmotoren. Ein neues Reglement schrieb Zehnzylinder-Motoren mit maximal 3 Litern Hubraum vor, woraufhin der BMW E41/2 entstand. Dieser bildete die Basis für den BMW-E41/4-V10-Motor mit einem Zylinderbankwinkel von 72°.
Der BMW E41/4 wurde erstmals im Williams FW22 bei der Rückkehr von BMW in die Formel 1 am 12. März 2000 beim Großen Preis von Australien in Melbourne eingesetzt. Ralf Schumacher wurde in diesem Rennen Dritter – es war der beste F1-Einstieg eines Motorenherstellers seit über 30 Jahren.
Die Triebwerke erhielten intern detaillierte Bezeichnungen: Der BMW E41/4 mit der Nummer R39-9 erfuhr beispielsweise neun Revisionen, wobei R für Rennspezifikation steht. In seiner letzten Ausbaustufe, die zum Saisonende 2000 zum Einsatz kam, leistete der BMW E41/4 etwa 810 PS (596 kW) bei 17.500 min−1. Im Qualifying erreichte der Motor eine Maximaldrehzahl von 17.800 min−1. In der Formel-1-Weltmeisterschaft 2001 wurde der Motor vom BMW P80 abgelöst.

## Daten
| Bezeichnung | Hubraum              | Bohrung × Hub     | Ventile/Zyl. | Zylinderabstand | Leistung bei 1/min         | max. Drehmoment | Jahr |
| ----------- | -------------------- | ----------------- | ------------ | --------------- | -------------------------- | --------------- | ---- |
| E41/4 R39-9 | 3,0 Liter (2998 cm3) | 94,0 mm × 43,2 mm | 40           | 107 mm          | 596 kW (810 PS) bei 17.500 | 350 Nm          | 2000 |

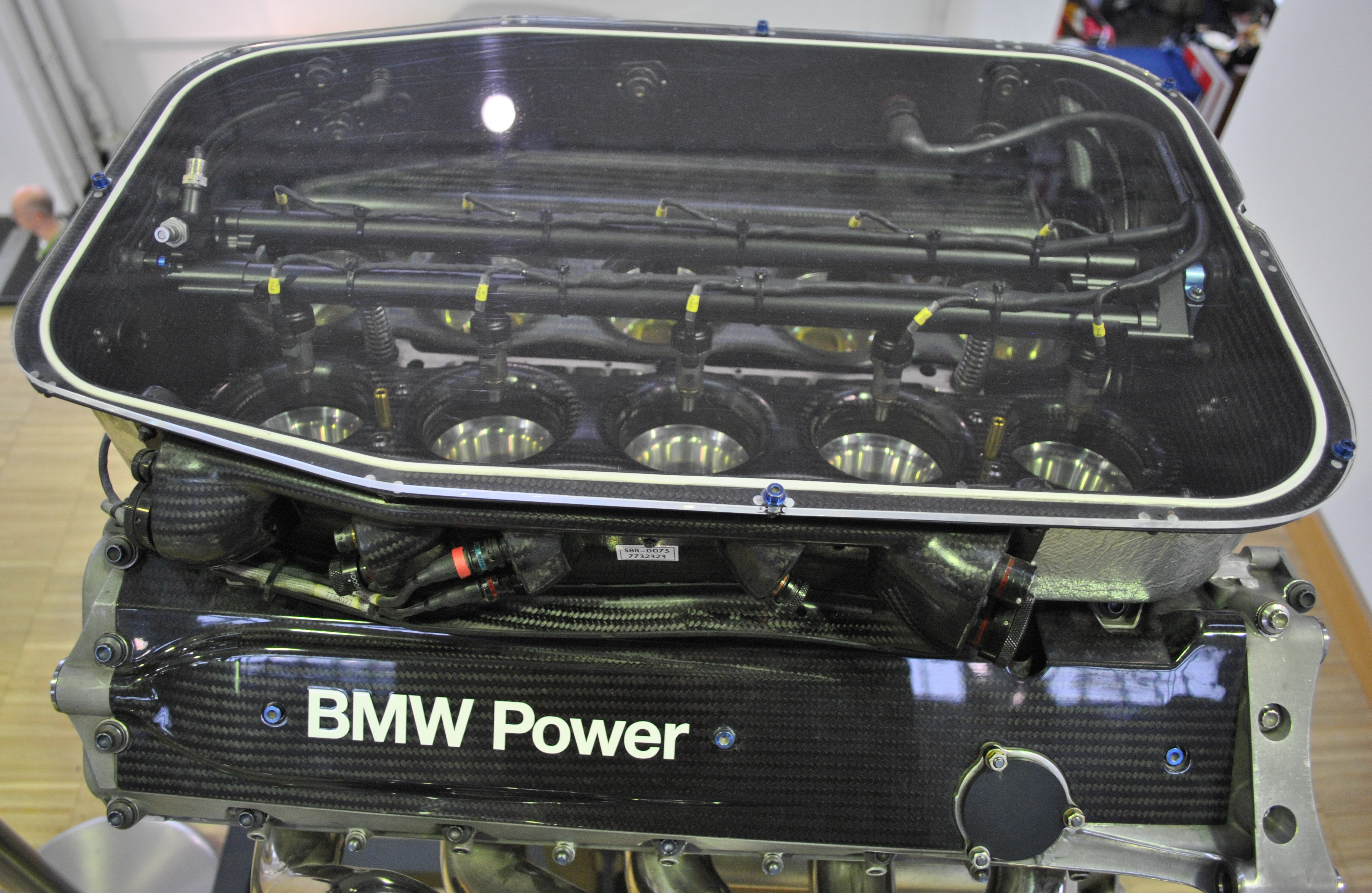
BMW E41/4 R39-9, Detail
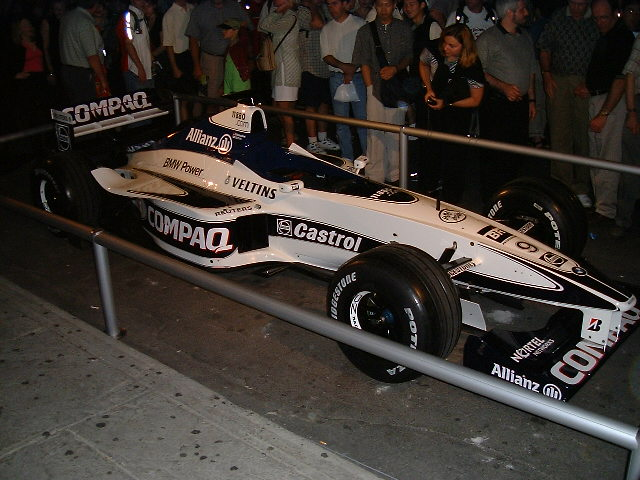
Williams FW22 beim GP in Canada
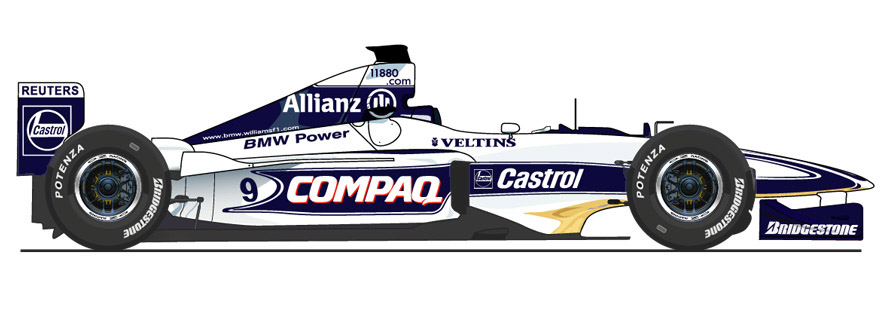
Williams FW22